# Fiorella (keresztnév)
A Fiorella olasz eredetű női név, a jelentése virágocska.

## Gyakorisága
Az 1990-es években szórványos név, a 2000-es években nem szerepel a 100 leggyakoribb női név között.

## Névnap
- július 29.[2]